# 布雷茹阿莱格里
布雷茹阿莱格里是巴西圣保罗州的一个市镇。总面积104.832平方公里，总人口2432人，人口密度23.2人/平方公里。